# Stjepan Lacković (svećenik)
Stjepan Lacković (Poljanica Bistrička, 7. veljače 1913. – Zagreb, 10. ožujka 2007.) – hrvatski katolički svećenik.

Rodio se u Poljanici Bistričkoj,  7. veljače 1913. U sjemeništu, profesor mu je bio bl. Ivan Merz i predavao mu njemački jezik. Bio je tajnik zagrebačkog nadbiskupa Alojzija Stepinca za vrijeme II. svjetskog rata, od 1941. do 1945. Nakon rata, komunističke vlasti zabranile su mu povratak u Hrvatsku sa službenog puta iz Rima, otišao je u SAD. Vodio je hrvatsku župu Majke Božje Bistričke u Lackawanni, u državi New York, od 1945. do 1998. Podigao je dvoranu „Auditorium Cardinal Stepinac” 1961., a 1976. crkvu „Our Lady od Bistrica”. Bio je dugogodišnji ravnatelj Hrvatske inozemne pastve. Promicao je istinu o Alojziju Stepincu u američkoj javnosti i Kongresu. Njegovim zalaganjem, newyorški nadbiskup jednoj katoličkoj gimnaziji dao je ime Alojzije Stepinac. Doveo je časne sestre milosrdnice iz Zagreba u saveznu državu New York, koje nedaleko Lackawane imaju svoju delegaturu. Vratio se u Hrvatsku 1998. Umro je u Zagrebu 2007., u 95. godini života i u 68. godini svećeništva. 